# کره آفتاب‌گردان
کره آفتاب‌گردان (انگلیسی: Sunflower butter) که همچنین با نام کره تخمه آفتاب‌گردان معروف است، نوعی غذای خمیری است که از تخمه آفتاب‌گردان تهیه می‌شود. به‌طور معمول هنگامی که مصرف کره بادام زمینی باعث بروز آلرژی می‌شود، کره آفتاب‌گردان به عنوان جایگزینی برای آن در نظر گرفته می‌شود.

## تاریخچه
برای اولین بار گونه‌های کارخانه ای کره آفتاب‌گردان در آمریکا، در اوایل دههٔ ۱۹۸۰ به عنوان گزینه جایگزین کره بادام زمینی، به ویژه برای افرادی که دارای آلرژی به آجیل یا آلرژی به بادام زمینی بودند، در دسترس قرار گرفت. این تلاش‌ها موفق نبود که به موارد ظاهر متمایل به رنگ سبز، «بافت ضعیف» و مزه تلخ و کم بودن برشته شدن آن، نسبت داده شد.